# Кузьменко, Павел Васильевич (партийный деятель)
Павел Васильевич Кузьменко (1909—1968) — советский хозяйственный, государственный и политический деятель.

## Биография
Родился в 1909 году в деревне Жуки Витебской губернии. Член ВКП(б) с 1930 года.
С 1929 года — на хозяйственной, общественной и политической работе.
В 1929—1968 гг. — заместитель секретаря комитета ВКП(б), заведующий Отделом пропаганды и агитации районного комитета ВКП(б), 2-й, 1-й секретарь Смольнинского районного комитета ВКП(б), 1-й секретарь Октябрьского районного комитета ВКП(б), заведующий Организационно-инструкторским отделом Ленинградского городского комитета ВКП(б), 2-й секретарь Рязанского областного комитета ВКП(б), осуждён по «Ленинградскому делу», реабилитирован, заместитель заведующего, заведующий Промышленно-транспортным отделом Новгородского областного комитета КПСС, председатель Исполнительного комитета Новгородского городского Совета, директор Крестецкой МТС, председатель Исполнительного комитета Мошенского районного Совета, 1-й секретарь Мошенского районного комитета КПСС, заведующий Отделом партийных органов Новгородского областного комитета КПСС, заместитель председателя Исполнительного комитета Новгородского областного Совета.
Умер в 1968 году в Новгороде.